# Бенц, Джо
Джозеф Луи Бенц (англ. Joseph Louis Benz; 21 января 1886, New Alsace, Индиана — 22 апреля 1957, Чикаго, Иллинойс) — американский бейсболист, питчер, выступавший в Главной лиге бейсбола с 1911 по 1919 за команду «Чикаго Уайт Сокс». Выполнял подачи спитболл и кнюкеболл. Получил прозвище «Мясник» из-за работы в мясной лавке родителей.
В 1915 году, сорвался переход Бенца в Питтсбург Пайрэтс за $5,000. 13 мая 1914 года, сделал ноу-хиттер в матче «Уайт Сокс» против «Кливленд Гардианс». Участник Мировой серии в 1917 и 1919 годах, не сыграл не в одной из них. В сезоне 1917 года, установил личный рекорд 7-3, а годом позже — 8-8, сыграв 10 играх. В сезоне 1919 года, принял участие только в одной игре и не попал в список на Мировую серию 1919 года, в которой произошёл скандал с договорным матчам.
Семья Бенц происходила из немецко-католическое происхождение, дед Джо эмигрировал из Великого Герцогства Баден в 1849 году.
После окончания карьеры, был кистером в церкви и работал в аэропорте О’Хара. Умер от сердечной недостаточности в 1957 году.

## Личная жизнь
Двоюродная сестра — Шарлотта Бенц, после сезона 1916 года, вышла замуж за игрока «Чикаго Уайт Сокс» Реба Рассела. Отец — Майкл Бенц (умер 1941) и его жена Мэри (урожденной Вильгельм; ум. 1929).